# Il serpente dei Maya
Il serpente dei Maya (Serpent) è il primo libro della serie di libri "The NUMA Files" scritti da Clive Cussler e Paul Kemprecos, pubblicato nel 1999. I personaggi principali di questa serie sono Kurt Austin e Joe Zavala.

## Trama
Nel 1956, al largo di Nantucket, un membro dell'equipaggio della Stockholm provoca la collisione con l'Andrea Doria per poi sparire. Dopo l'urto, un cameriere di bordo assiste all'omicidio di diversi uomini accanto a un blindato posto nella stiva del transatlantico che affonda.
Anno 2000: nelle acque del Marocco l'archeologa marina Nina Kirov scopre una scultura Maya. Contemporaneamente nello Yucatán, l'archeologa Gamay Trout trova evidenze del contatto tra Fenici e Maya in epoca precolombiana. 
Il team della NUMA ipotizza un viaggio segreto di Cristoforo Colombo alla ricerca di un tesoro di inestimabile valore, guidato da una "pietra parlante" e, indagando sulla scomparsa di molte spedizioni archeologiche, scopre il collegamento con l'attività di una organizzazione di volontariato chiamata Time-Quest che è solo una copertura per l'attuazione un piano criminale internazionale ordito dal ricchissimo industriale Francisco Halcón.

## Edizioni
- Clive Cussler e Paul Kemprecos, Il serpente dei Maya, traduzione di Lidia Perria, Teadue, TEA, 1993,  p. 473.

- Clive Cussler e Paul Kemprecos, Il serpente dei Maya, traduzione di Lidia Perria, La Gaja scienza, Longanesi, 22 febbraio 2002,  p. 486, ISBN 9788830418141.

- Clive Cussler e Paul Kemprecos, Il serpente dei Maya, traduzione di Lidia Perria, Best TEA, TEA, 2009,  p. 478, ISBN 9788850219759.

- Clive Cussler e Paul Kemprecos, Il serpente dei Maya, traduzione di Lidia Perria, Tea più, TEA, 30 agosto 2018,  p. 480, ISBN 978-8850251353.